# Văn hóa Pháp
Văn hóa Pháp đã được định hình bởi địa lý, bởi các sự kiện lịch sử sâu sắc, và bởi các lực lượng và các nhóm và nước ngoài. Pháp, và đặc biệt là Paris, đã đóng một vai trò quan trọng như một trung tâm văn hóa cao cấp từ thế kỷ 17 và từ thế kỷ 19 trở đi, trên toàn thế giới. Từ cuối thế kỷ 19, Pháp cũng đã đóng một vai trò quan trọng trong điện ảnh, thời trang, ẩm thực, văn học, công nghệ, khoa học xã hội và toán học. Tầm quan trọng của văn hóa Pháp đã giảm và suy yếu dần trong nhiều thế kỷ, tùy thuộc vào tầm quan trọng về kinh tế, chính trị và quân sự của nó. Văn hóa Pháp ngày nay được đánh dấu bởi cả sự khác biệt lớn về khu vực và kinh tế xã hội và xu hướng thống nhất mạnh mẽ. Một cuộc thăm dò dư luận toàn cầu cho BBC cho thấy Pháp được xếp hạng là quốc gia có ảnh hưởng tích cực thứ tư trên thế giới (sau Đức, Canada và Anh) vào năm 2014.

## Văn hóa
(Viện hàn lâm Pháp) Académie française đặt ra một tiêu chuẩn chính thức về độ tinh khiết của ngôn ngữ; tuy nhiên, tiêu chuẩn này, không bắt buộc, đôi khi bị chính phủ bỏ qua: ví dụ, chính phủ cánh tả của Lionel Jospin đã thúc đẩy việc nữ tính hóa tên của một số chức năng (Madame la ministre) trong khi Académie ủng hộ cách dùng Madame le ministre truyền thống hơn.
Một số hành động đã được chính phủ thực hiện để quảng bá văn hóa Pháp và ngôn ngữ Pháp. Chẳng hạn, họ đã thiết lập một hệ thống trợ cấp và các khoản vay ưu đãi để hỗ trợ cho điện ảnh Pháp. Luật Toubon, từ tên của bộ trưởng văn hóa bảo thủ đã thúc đẩy nó, khiến nó bắt buộc phải sử dụng tiếng Pháp trong các quảng cáo hướng đến công chúng. Lưu ý rằng trái với một số quan niệm sai lầm đôi khi được tìm thấy trên phương tiện truyền thông Anglophone, chính phủ Pháp không quy định ngôn ngữ được sử dụng bởi các bên tư nhân trong các thiết lập thương mại, cũng không bắt buộc các trang web WWW có trụ sở tại Pháp phải bằng tiếng Pháp.
Pháp đã tạo ra nhiều ngôn ngữ trong khu vực, một số ngôn ngữ rất khác so với tiếng Pháp chuẩn, chẳng hạn như tiếng Breton (một ngôn ngữ Celtic gần với tiếng Cornish và tiếng Wales) và tiếng Alsatian (một phương ngữ Alemannic của tiếng Đức). Một số ngôn ngữ trong khu vực là tiếng La Mã, như tiếng Pháp, chẳng hạn như tiếng Occitan. Ngôn ngữ Basque hoàn toàn không liên quan đến ngôn ngữ Pháp và với bất kỳ ngôn ngữ nào khác trên thế giới; nó được nói ở một khu vực nằm giữa biên giới giữa phía tây nam nước Pháp và phía bắc Tây Ban Nha.
Nhiều ngôn ngữ trong số các ngôn ngữ này có những người ủng hộ nhiệt tình; tuy nhiên, tầm quan trọng thực sự của ngôn ngữ địa phương vẫn là chủ đề tranh luận. Vào tháng 4 năm 2001, Bộ trưởng Bộ Giáo dục, Jack Lang, đã thừa nhận chính thức rằng trong hơn hai thế kỷ, các quyền lực chính trị của chính phủ Pháp đã đàn áp các ngôn ngữ khu vực. Ông tuyên bố rằng lần đầu tiên giáo dục song ngữ sẽ được công nhận và các giáo viên song ngữ được tuyển dụng tại các trường công lập của Pháp để hỗ trợ giảng dạy các ngôn ngữ khác này. Trong các trường học ở Pháp, học sinh dự kiến sẽ học ít nhất hai ngoại ngữ, trong đó ngoại ngữ đầu tiên là tiếng Đức hoặc tiếng Anh.
Một sửa đổi hiến pháp Pháp tạo ra sự công nhận chính thức các ngôn ngữ trong khu vực đã được Quốc hội tại Kỳ họp tại Versailles thực hiện vào tháng 7 năm 2008 